# Juan Mari Bengoetxea
Juan Mari Bengoetxea (Ezkurra, Navarra, 1953), més conegut com a Bengoetxea III, fou un jugador professional de pilota basca a mà, en la posició de davanter.
Va debutar el 1973 i es retirà el 1991.
És germà del també pilotari Bengoetxea IV, i oncle de Bengoetxea VI.

## Palmarés
- Campió individual: 1978 i 1979.
- Campió per parelles: 1979.